# Adam Procki
Adam Procki, ps. Wacek (ur. 14 kwietnia 1909 w Drohobyczu, zm. 15 czerwca 1990 w Warszawie) – polski rzeźbiarz, absolwent warszawskiej ASP, uczestnik powstania warszawskiego, autor rzeźb plenerowych i pomników (m.in. pomnik Poległych i Pomordowanych w II wojnie światowej w Puławach).

## Życie i twórczość
W 1938 rozpoczął studia na Wydziale Rzeźby Akademii Sztuk Pięknych w Warszawie u profesora Tadeusza Breyera.
Podczas II wojny światowej przebywał w Warszawie. Współpracował ze spółdzielnią Społem, na zlecenie której zajmował się m.in. deputatami żywnościowymi dla artystów. W tym okresie organizował też materiały niezbędne do pracy artystycznej dla ukrywającej się w domu Rendznerów przy ul. Zakopiańskiej Magdaleny Gross oraz pomagał w dystrybucji wykonanych przez nią figurek Podziemnej Madonny. Uczestniczył w powstaniu warszawskim w Batalionie "Kiliński (Armia Krajowa) w stopniu starszego strzelca.
Rozpoczęte przed wojną studia ukończył 1946–1950 na warszawskiej Akademii Sztuk Pięknych również u profesora Tadeusza Breyera.
Adam Procki tworzył przeważnie w kamieniu naturalnym (granit, sjenit, labrador), rzadziej w metalu i drewnie. Uczestniczył m.in. w rekonstrukcji rzeźb zdobiących gmach Towarzystwa Kredytowego Miejskiego przy ulicy Tadeusza Czackiego w Warszawie. Pod koniec lat pięćdziesiątych tworzył rzeźby o uproszczonych formach, często poświęcone tematowi wojny i martyrologii. Był autorem pomnika–mauzoleum na terenie obozu koncentracyjnego w Rogoźnicy (Groß-Rosen) wzniesionego w roku 1953 i przebudowanego w roku 1985 oraz pomnika „Poległym i pomordowanym w II wojnie światowej” (1963) w Puławach (zaprojektowany w 1958 na konkurs na Pomnik Bohaterów Warszawy, gdzie uzyskał wyróżnienie). W latach 70. w twórczości pojawiły się rzeźby w twardym drewnie. Był uczestnikiem plenerów rzeźbiarskich organizowanych przez Centrum Rzeźby Polskiej w Orońsku. W czerwcu 1990 w Centrum w Orońsku odbyła się wystawa jego dzieł, kolejne miały miejsce w 2004 i 2012.

## Wystawy

### Indywidualne
| Rok  | Miasto   | Wystawa             | Placówka                             |
| ---- | -------- | ------------------- | ------------------------------------ |
| 1969 | Warszawa | Adam Procki. Rzeźba | Centralne Biuro Wystaw Artystycznych |
| 1990 | Orońsko  | Adam Procki. Rzeźba | Centrum Rzeźby Polskiej              |
| 2004 | Orońsko  | Adam Procki. Rzeźba | Centrum Rzeźby Polskiej              |
| 2012 | Orońsko  | Adam Procki. Rzeźba | Centrum Rzeźby Polskiej              |

### Zbiorowe

#### Krajowe
| Rok       | Miasto          | Wystawa |
| --------- | --------------- | --- |
| 1950      | Warszawa        | Plastycy w walce o pokój                                                                                                  |
| 1952/1953 | Warszawa        | III Ogólnopolska Wystawa Plastyki                                                                                         |
| 1958/1959 | Warszawa        | Rzeźba warszawska 1945-1960                                                                                               |
| 1960      | Warszawa        | Rzeźba polska 1945-1960                                                                                                   |
| 1960      | Warszawa        | Ogólnopolska Wystawa Plastyki Marynistycznej                                                                              |
| 1960      | Radom           | Ogólnopolska wystawa plastyki                                                                                             |
| 1961/1962 | Warszawa        | Polskie dzieło plastyczne w XV-lecie PRL                                                                                  |
| 1962      | Warszawa        | Warszawa w sztuce |
| 1963      | Warszawa        | IV Ogólnopolska Wystawa Marynistyczna                                                                                     |
| 1963      | Warszawa        | Wystawa malarstwa, rzeźby i grafiki "Oświęcim"                                                                            |
| 1964      | Warszawa        | Warszawa w sztuce |
| 1965      | Warszawa        | Ogólnopolska wystawa grafiki i rzeźby w XX-lecie PRL                                                                      |
| 1965      | Warszawa        | Wystawa rzeźby i grafiki Okręgu Warszawskiego Związku Polskich Artystów Plastyków                                         |
| 1967      | Warszawa        | Ogólnopolska wystawa rzeźby                                                                                               |
| 1968      | Warszawa        | II Festiwal Sztuk Pięknych                                                                                                |
| 1969      | Kraków          | Spotkania krakowskie - XXV lat PRL                                                                                        |
| 1969/1970 | Warszawa        | XXV lat rzeźby warszawskiej                                                                                               |
| 1970      | Warszawa        | Przeciw wojnie i faszyzmowi                                                                                               |
| 1970      | Warszawa        | III Festiwal Sztuk Pięknych                                                                                               |
| 1971      | Wrocław         | Rzeźba pomnikowa i monumentalna w Polsce Ludowej                                                                          |
| 1971      | Warszawa        | Sport w sztuce |
| 1974      | Warszawa        | V Festiwal Sztuk Pięknych                                                                                                 |
| 1974      | Radom           | Przegląd rzeźby polskiej 1944-1974 w XXX-lecie Polskiej Rzeczypospolitej Ludowej. Współczesna rzeźba portretowa w Polsce  |
| 1975      | Warszawa        | Plastyka na zamówienie społeczne. Ogólnopolskie konkursy w XXX-lecie PRL. Konkurs "Człowiek - malarstwo, rzeźba, grafika" |
| 1977      | Białystok       | Kobieta w rzeźbie |
| 1977      | Warszawa        | Pomniki Pamięci Narodu. Wystawa miniatur pomników Pamięci Narodu                                                          |
| 1979      | Warszawa        | Sport w sztuce |
| 1979      | Lublin          | Lubelskie spotkania plastyczne                                                                                            |
| 1984      | Warszawa        | Pokolenia Polski Ludowej                                                                                                  |
| 1984      | Poznań          | Rzeźba Polska 1944-1984                                                                                                   |
| 1985      | Warszawa        | Wystawa zbiorów rzeźby Centrum Rzeźby Polskiej w Orońsku 1981-1985                                                        |
| 1985      | Kazimierz Dolny | - |
| 1986      | Orońsko         | Wystawa nabytków CRP |
| 1986      | Kazimierz Dolny | Rzeźba, tworzywo, metal                                                                                                   |
| 1988      | Puławy          | Portret rzeźbiarski |
| 1989      | Warszawa        | Ogólnopolski przegląd rzeźby 1979-1989                                                                                    |
| 1990      | Orońsko         | Współczesna rzeźba polska ze zbiorów CRP w Orońsku                                                                        |
| 1993      | Orońsko         | Rzeźba polska lat 60-tych                                                                                                 |
| 1994      | Kalisz          | Wystawa rzeźby współczesnej ze zbiorów CRP w Orońsku                                                                      |
| 1994      | Orońsko         | Rzeźby, obiekty |
| 1997      | Sandomierz      | Nowoczesna rzeźba polska 1955-1992                                                                                        |
| 1998      | Słupsk          | Współczesna rzeźba polska 1950-1990 z kolekcji i depozytów CRP w Orońsku                                                  |
| 1998      | Orońsko         | Materiał, technika, dzieło                                                                                                |
| 1998      | Orońsko         | Figura w rzeźbie polskiej XIX i XX wieku                                                                                  |
| 1999      | Warszawa        | - |
| 1999      | Warszawa        | W drewnie, kamieniu, brązie. Rzeźba animalistyczna XIX i XX wieku w zbiorach polskich                                     |
| 1999/2000 | Radom           | Wystawa z kolekcji CRP w Orońsku                                                                                          |
| 2001      | Orońsko         | Stale obecni |
| 2001      | Orońsko         | Wojna w człowieku |
| 2001      | Orońsko         | Figura, forma, znak |
| 2002      | Orońsko         | Portret a obraz świata. Wystawa z kolekcji CRP                                                                            |
| 2003      | Warszawa        | Przyjaciele królika |
| 2003      | Radom           | Wystawa z kolekcji CRP w Orońsku                                                                                          |
| 2003      | Stalowa Wola    | Człowiek - przemiany formy                                                                                                |
| 2005      | Orońsko         | Portret ze zbiorów CRP w Orońsku                                                                                          |
| 2007      | Orońsko         | Alfabet rzeźby - abc...                                                                                                   |
| 2008      | Brzeg           | Wystawa z kolekcji sztuki współczesnej CRP w Orońsku                                                                      |
| 2009      | Orońsko         | Alfabet rzeźby - ghi...                                                                                                   |
| 2009      | Orońsko         | Like a Rolling Stone |
| 2009      | Warszawa        | - |
| 2010      | Warszawa        | Wystawa z kolekcji CRP |
| 2010      | Orońsko         | Drewno jako materia rzeźby                                                                                                |
| 2011      | Lublin          | Kolekcja Muzeum Rzeźby Współczesnej CRP w Orońsku                                                                         |
| 2011      | Kraków          | Współczesna Rzeźba Polska. Prace ze zbiorów CRP w Orońsku                                                                 |
| 2021      | Orońsko         | Relaksik |
| 2023      | Wrocław         | Fantastyczne zwierzęta. Wystawa prac z kolekcji CRP we Wrocławiu                                                          |

#### Zagraniczne
| Rok  | Miasto              | Wystawa                                                              |
| ---- | ------------------- | -------------------------------------------------------------------- |
| 1962 | Carrara             | III Biennale Internazionale di Scultura                              |
| 1964 | Belgrad             | Ruch oporu w dziełach polskich plastyków 1939-1945                   |
| 1968 | Moskwa              | Socjalno-rewolucyjny temat w polskiej sztuce współczesnej            |
| 1969 | Legnano-Castellanza | V Mostra Internazionale di Scultura All'Aperto Legnano- Castellanza  |
| 1971 | Berlin              | Monumentalplastik von Polen                                          |
| 1971 | Paryż               | IV Exposition Internationale de Sculpture Contemporaine              |
| 1971 | Budapeszt           | Modern Lengyel Müveszet                                              |
| 1973 | Sztokholm           | Möto med Kopernikus. Modern polsk kunst                              |
| 1973 | Bukareszt           | Eksposita de tesaturi artistice si sculptura mica                    |
| 1974 | Oslo                | Polsk sculptur idag                                                  |
| 1975 | Barcelona           | V Bienal Internacional del Deporte en las Bellas Artes               |
| 1975 | Rawenna             | Rassegna di Scultura Dantesca Contemporanea                          |
| 1977 | Antwerpia           | XIV Biennale Middelheim                                              |
| 1992 | Birkhof             | Rzeźba polska                                                        |
| 2010 | Sankt Urban         | Polish Sculptors in St. Urban. East meets West in the Shadow of Alps |

## Galeria

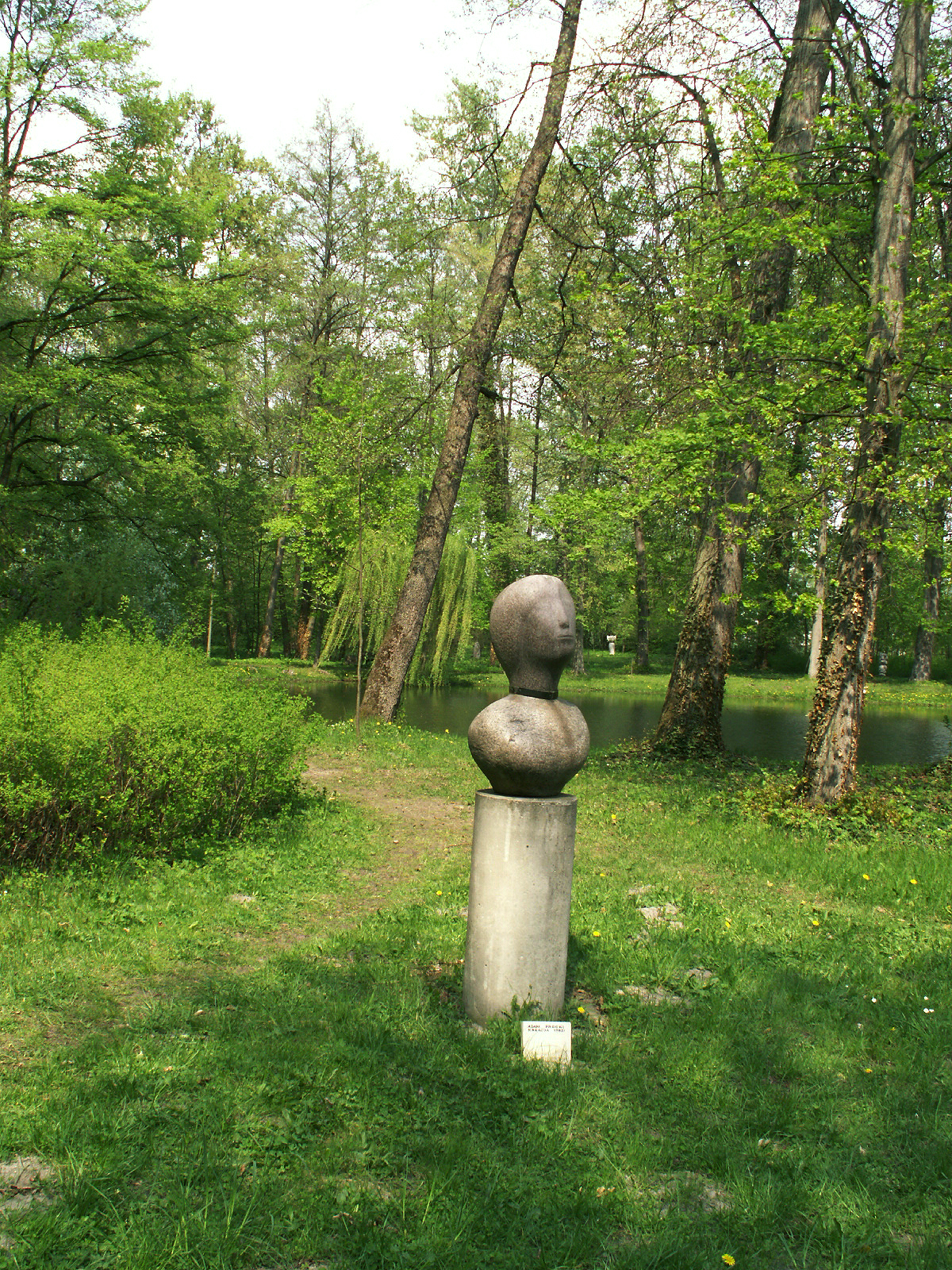
Rzeźba Adama Prockiego Kreacja w Orońsku
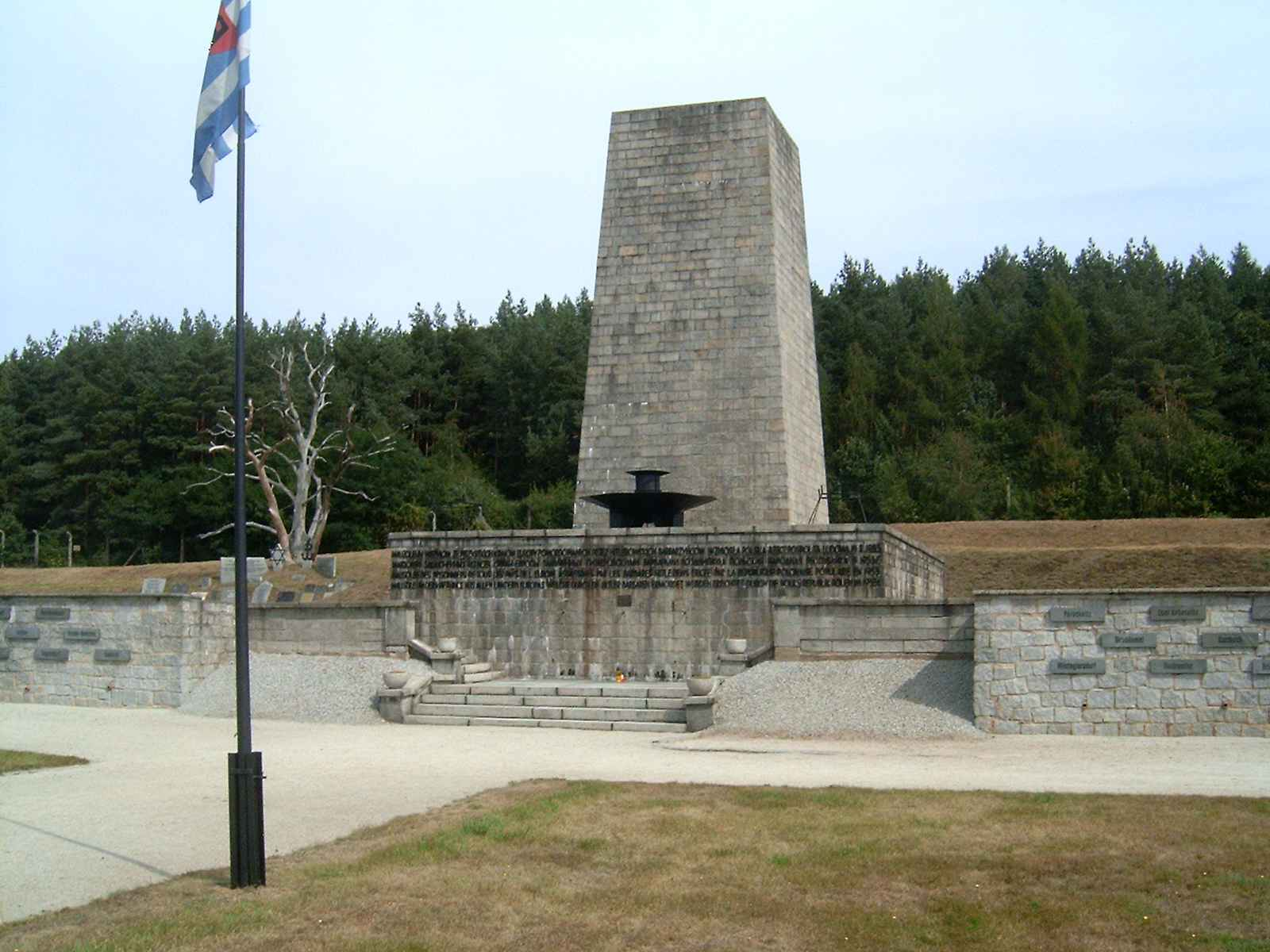
Groß-Rosen
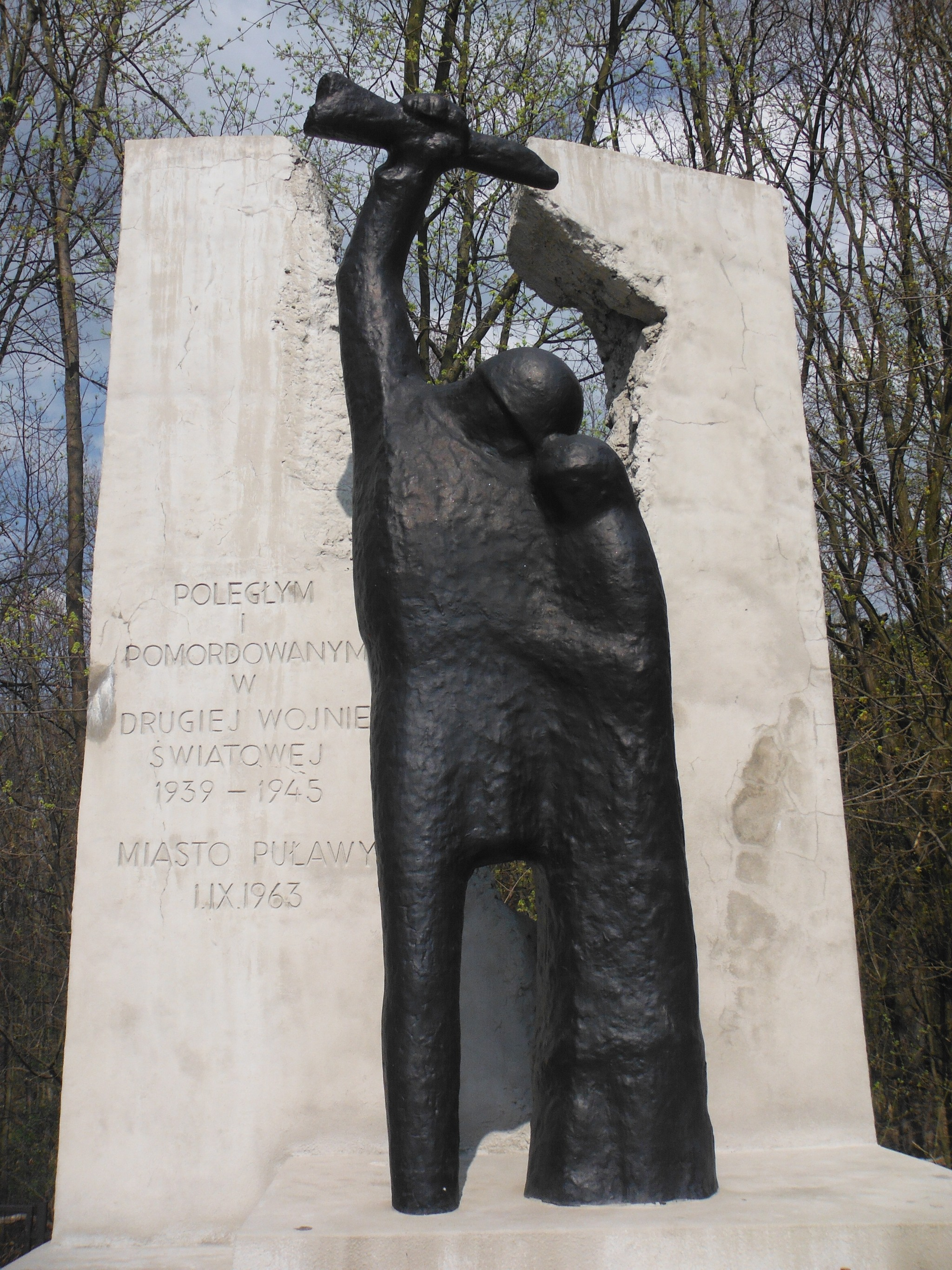
Pomnik w Puławach
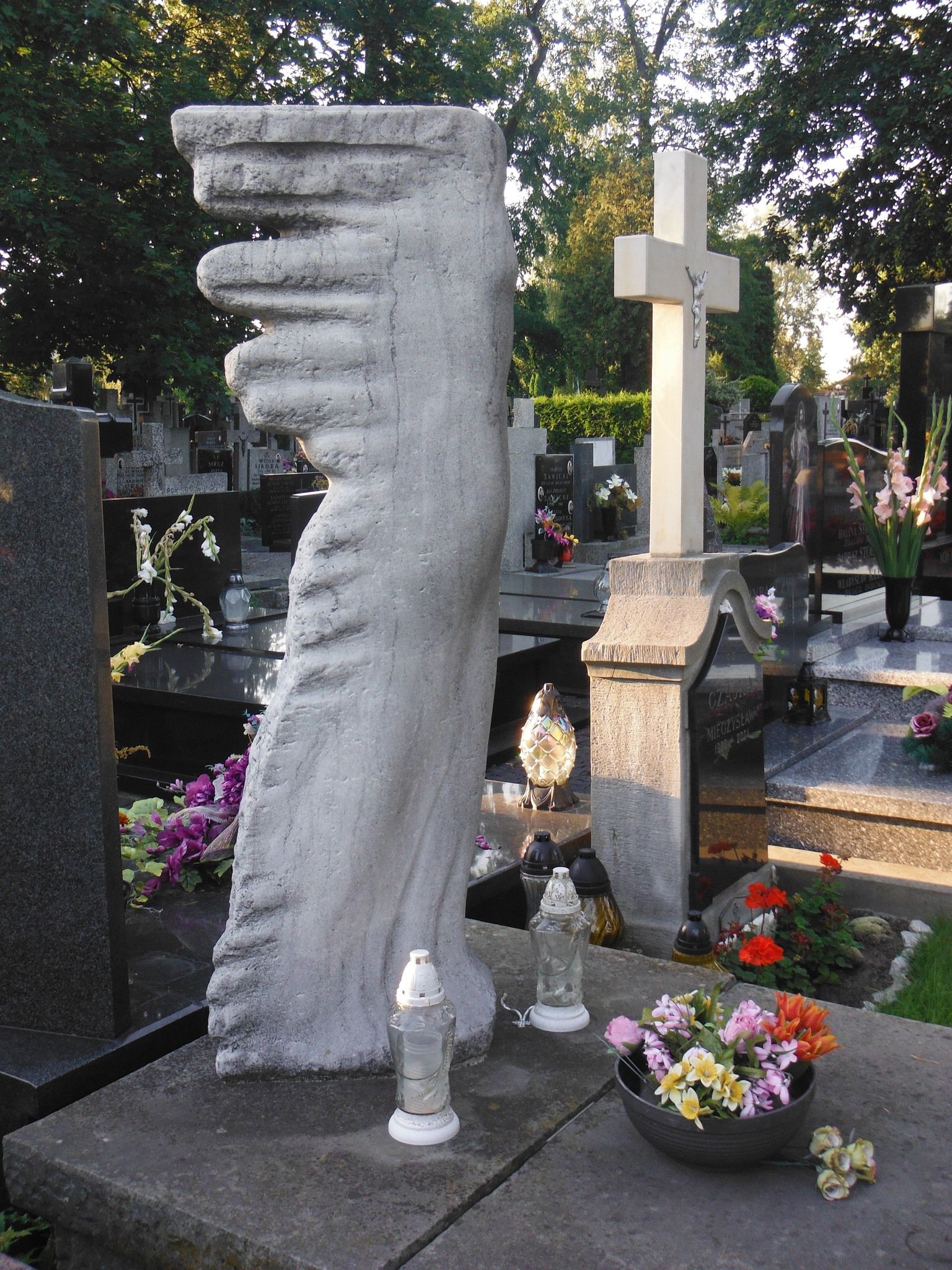
Nagrobek artysty na cmentarzu w Wilanowie (z rzeźbą Adama Prockiego)

## Ordery i odznaczenia
- 1955 - Złoty Krzyż Zasługi[19]
- 19 stycznia 1955 - Medal 10-lecia Polski Ludowej[20]
- 1963 - Honorowa Odznaka Miasta Puławy[19]
- 1963 - Złoty Krzyż Powstańczy[19]
- 1980 - Złota Odznaka ZPAP w Warszawie
- 1980 - Krzyż Kawalerski Orderu Odrodzenia Polski[19]